# Austroasca soembawaica
Austroasca soembawaica är en insektsart som beskrevs av Irena Dworakowska 1970. Austroasca soembawaica ingår i släktet Austroasca och familjen dvärgstritar. Inga underarter finns listade i Catalogue of Life.